# Haus Heerweg 6 (LVR-Klinik Düren)

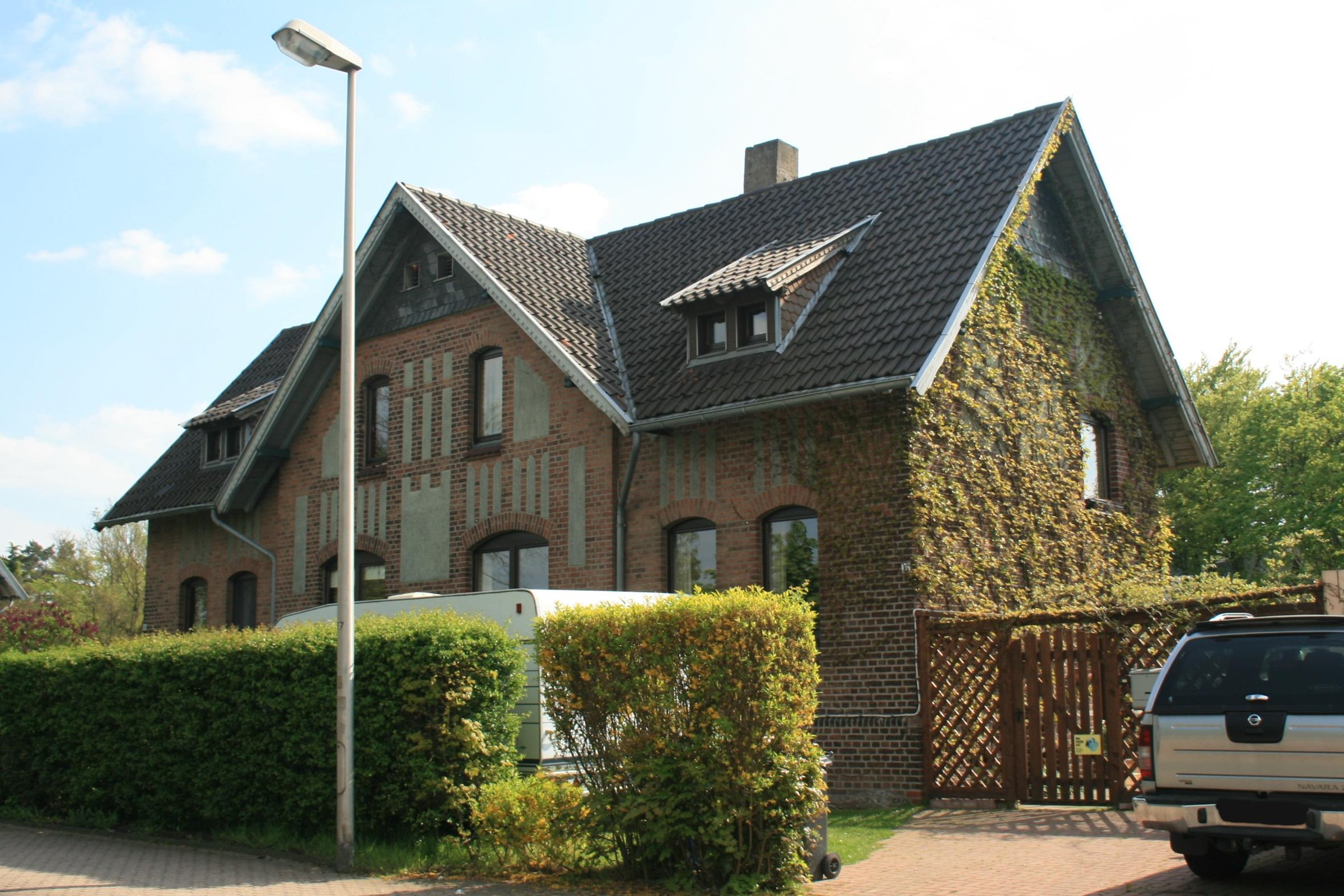
Heerweg 6

Das Haus Heerweg 6 steht am Rand des Geländes der LVR-Klinik in Düren in Nordrhein-Westfalen. Auf dem Gelände der Klinik befinden sich verschiedene denkmalgeschützte Bauten, die zwischen 1874 und 1878 als Teil der ehemaligen Provinzial Heil- und Pflegeanstalt errichtet wurden. Es handelt sich um Bedienstetenwohnhäuser, die um 1910 erbaut wurden. 
Die drei Doppelwohnhäuser 2 bis 12 sind variationsreich gestaltet. Es handelt sich um ein- bis zweigeschossige Backsteinbauten mit Putzornamenten. In den Satteldächern sind Schleppgauben eingebaut. Die Giebelspitzen sind verschiefert. Die Fensteröffnungen sind segmentbogig. In den Fenstern sind größtenteils moderne Ganzglasscheiben eingesetzt.
Das Bauwerk ist unter Nr. 1/001p in die Denkmalliste der Stadt Düren eingetragen.